# Dessia
Dessia är en kommun i departementet Jura i regionen Bourgogne-Franche-Comté i östra Frankrike. Kommunen ligger i kantonen Saint-Julien som tillhör arrondissementet Lons-le-Saunier. År 2018 hade Dessia 66 invånare.

## Befolkningsutveckling
Antalet invånare i kommunen Dessia
Referens:INSEE